# Episodi de La signora in giallo (dodicesima stagione)
La dodicesima stagione della serie televisiva La signora in giallo è composta da 24 episodi, trasmessi per la prima volta negli Stati Uniti sul canale CBS tra il 21 settembre 1995 e il 19 maggio 1996.
| nº | Titolo originale                 | Titolo italiano                     | Prima TV USA      | Prima TV Italia      |
| -- | -------------------------------- | ----------------------------------- | ----------------- | -------------------- |
| 1  | Nailed                           | Il ladro dei quartieri alti         | 21 settembre 1995 | 12 marzo 1997        |
| 2  | A Quaking in Aspen               | Morte accidentale                   | 28 settembre 1995 | 18 marzo 1997        |
| 3  | The Secret of Gila Junction      | Un posto molto tranquillo           | 5 ottobre 1995    | 14 marzo 1997        |
| 4  | Big Easy Murder                  | Riti Woodoo                         | 12 ottobre 1995   | 21 dicembre 1995     |
| 5  | Home Care                        | Cure a Domicilio                    | 19 ottobre 1995   | Data non disponibile |
| 6  | Nan's Ghost (Part 1)             | Ascolta la mia voce (Prima parte)   | 2 novembre 1995   | 27 marzo 1997        |
| 7  | Nan's Ghost (Part 2)             | Ascolta la mia voce (Seconda parte) | 9 novembre 1995   | 28 marzo 1997        |
| 8  | Shooting in Rome                 | Giallo a Cinecittà                  | 16 novembre 1995  | 24 marzo 1997        |
| 9  | Deadly Bidding                   | Incontro di grigio e rosso          | 23 novembre 1995  | 25 marzo 1997        |
| 10 | Frozen Stiff                     | Rigido come un pezzo di ghiaccio    | 30 novembre 1995  | 17 marzo 1997        |
| 11 | Unwilling Witness                | Testimone suo malgrado              | 14 dicembre 1995  | 26 marzo 1997        |
| 12 | Kendo Killing                    | Il circuito della morte             | 4 gennaio 1996    | 19 marzo 1997        |
| 13 | Death Goes Double Platinum       | Accordi di morte                    | 7 gennaio 1996    | 2 aprile 1997        |
| 14 | Murder in Tempo                  | Omicidio a tempo di musica          | 11 gennaio 1996   | 20 marzo 1997        |
| 15 | The Dark Side of the Door        | Un incubo che ritorna               | 1º febbraio 1996  | 1º aprile 1997       |
| 16 | Murder Among Friends             | L'ultima scena                      | 8 febbraio 1996   | 29 marzo 1997        |
| 17 | Something Foul in Flappieville   | L'ispettore Le Chat                 | 15 febbraio 1996  | 13 marzo 1997        |
| 18 | Track of a Soldier               | Un soldato senza divisa             | 25 febbraio 1996  | 31 marzo 1997        |
| 19 | Evidence of Malice               | Un file fatale                      | 28 marzo 1996     | 7 aprile 1997        |
| 20 | Southern Double-Cross            | Un'eredità pericolosa               | 4 aprile 1996     | 4 aprile 1997        |
| 21 | Race to Death                    | Rivalità mortale                    | 28 aprile 1996    | 21 marzo 1997        |
| 22 | What You Don't Know Can Kill You | Troppo amore uccide                 | 5 maggio 1996     | 9 aprile 1997        |
| 23 | Mrs. Parker's Revenge            | Progetto 14                         | 12 maggio 1996    | 8 aprile 1997        |
| 24 | Death by Demographics            | Delitto alla radio                  | 19 maggio 1996    | 3 aprile 1997        |

## Il ladro dei quartieri alti
- Titolo originale: Nailed
- Diretto da: Anthony Pullen Shaw
- Scritto da: Donald Ross

### Trama
A New York negli ultimi tempi si parla del misterioso "ladro dei quartieri alti". Questo è il nome con cui viene indicato un malvivente che prende di mira solo gli appartamenti di persone molto ricche e sembra agire a colpo sicuro, quando i padroni di casa sono fuori. Normalmente questi furti non hanno gravi conseguenze, ma nell'ultimo colpo il ladro è stato sorpreso mentre era all'azione ed ha colpito una conoscente di Jessica che ora si trova all'ospedale. Parlando con il poliziotto incaricato delle indagini, Jessica nota che tutti gli appartamenti derubati erano di proprietà di persone che frequentavano il suo stesso salone di bellezza, quello di Antoinette, insospettita Jessica incomincia ad indagare.

## Morte accidentale
- Titolo originale: A Quaking in Aspen
- Diretto da: Vincent McEveety
- Scritto da: Tom Sawyer

### Trama
Laney Boswell, amica di Jessica Fletcher, resta vedova quando il marito muore in un incidente d'auto. Lo Sceriffo Pike sospetta però che si tratti di un omicidio e che sia stato compiuto da Laney o da sua nipote, entrambe beneficiarie di una cospicua polizza di assicurazione a organizzarlo. Non credendo ai sospetti dello sceriffo, Jessica indaga con un suo amico, l'investigatore Charlie Garrett, che è coinvolto nel caso.
- Guest star: Kurt Fuller (sceriffo Milo Pike).

## Un posto molto tranquillo
- Titolo originale: The Secret of Gila Junction
- Diretto da: Anthony Shaw
- Scritto da: Jerrold L. Ludwig (accreditato come Jerry Ludwig)

### Trama
Jessica si reca in Arizona a trovare Norma Shey, una cara amica giornalista che, dopo anni movimentati trascorsi fra terremoti, rivolte e guerre, ha deciso di ritirarsi in una piccola cittadina di Gila Junction dove, lo afferma lo sceriffo, non succede mai niente. Ma il posto non è tranquillo come sembra: un pericoloso rapinatore si sta dando da fare nei dintorni, un abitante del posto è convinto che nel deserto sia nascosto un tesoro e l'auto di Norma viene fatta finire fuori strada da un colpo di fucile, Jessica vuole fare luce sull'incidente.

## Ascolta la mia voce (Prima parte)
- Titolo originale: Nan's Ghost
- Diretto da: Anthony Pullen Shaw
- Scritto da: Bruce Lansbury

### Trama
La signora Fletcher giunge in Irlanda, ospite nel castello dell'amica Eileen O'Bannon. Il momento non è dei più felici, perché in una cripta del cimitero è appena stato trovato il cadavere di Nan, la cuoca del castello scomparsa un anno prima. Jack Conroy, il padre di Nan, è convinto che la figlia sia stata assassinata. Eileen confida a Jessica di essere intenzionata a vendere il castello al proprietario di una grande catena di alberghi, anche se suo figlio Ian non è contento di questa scelta. Quando l'uomo che doveva comprare il castello di Eileen viene assassinato, Jessica vorrebbe aiutare il suo amico, l'Ispettore Lanahan, a trovare il colpevole ma scompare misteriosamente

## Ascolta la mia voce (Seconda parte)
- Titolo originale: Nan's Ghost
- Diretto da: Anthony Pullen Shaw
- Scritto da: Bruce Lansbury

### Trama
Quando la signora Fletcher scompare, Zulika Brown convince gli amici che la loro amica sia partita per Dublino e ignorano che in realtà è rinchiusa nella cripta sotto il castello. Nonostante tenti di non farsi prendere dal panico, Jessica non può fare a meno di ricordare la fine della povera Nan, ma non si lascia sopraffare e riesce ad attirare l'attenzione dei suoi amici. Una volta liberata, Jessica è più che mai decisa a scoprire l'assassino di Nan e ci riuscirà grazie a un'iscrizione nella cripta che la incita ad "ascoltare la sua voce".

## Giallo a Cinecittà
- Titolo originale: Shooting in Rome
- Diretto da: Vincent McEveety
- Scritto da: Jerrold L. Ludwig (accreditato come Jerry Ludwig)

### Trama
Jessica arriva a Roma dove stanno girando un kolossal tratto dal romanzo. Quando Jessica si rende conto che ben poche delle atmosfere da lei descritte verranno trasposte sulla pellicola, si offre di revisionare la sceneggiatura. Sul set del film la situazione è tesa: uno degli stuntman è stato misteriosamente ucciso; le indagini provano che si sia trattato di un omicidio, Jessica allora è decisa a trovare il vero colpevole.

## Incontro di grigio e rosso
- Titolo originale: Deadly Bidding
- Diretto da: Anthony Pullen Shaw
- Scritto da: Tom Sawyer

### Trama
A New York viene rubato un prezioso dipinto di Dégas. La polizia si mette sulle tracce di un abilissimo ladro internazionale che riesce sempre a sfuggire alla cattura. Per una strana combinazione, alla stessa asta partecipa anche Jessica, interessata all'acquisto di un diario americano di Sir Arthur Conan Doyle, all'asta c'è anche il suo amico l'investigatore spiantato Charlie Garrett, interessato ad un quadro "Incontro di grigio e rosso" lo acquista per un prezzo troppo alto e Jessica prova a capirne di più.

## Rigido come un pezzo di ghiaccio
- Titolo originale: Frozen Stiff
- Diretto da: Paul Lazarus
- Scritto da: Mark A. Burley

### Trama
Jessica si trova alla fattoria dell'amico Larry Armstrong per ritirare un versamento per conto di una fondazione letteraria, ma si trova alle prese con un mistero che mette a dura prova tutte le sue capacità deduttive: vuole assolutamente scoprire gli ingredienti del "misto tropicale", un nuovo gusto di gelato che la società di Larry intende lanciare sul mercato. Le cose si fanno però molto più serie quando il socio di Larry viene trovato morto nel suo ufficio e si scopre che i soldi destinati alla fondazione sono scomparsi.

## Testimone suo malgrado
- Titolo originale: Unwilling Witness
- Diretto da: Anthony Pullen Shaw
- Scritto da: Robert Van Scoyk

### Trama
Un'importante società è sotto inchiesta per appropriazione indebita e frode. La Signora Fletcher si vede consegnare un mandato di comparizione per testimoniare sul caso, ma l'unico rapporto che ricorda di aver avuto con quella società risale a quando comprò alcune azioni, che ormai non valgono più nulla, per donarle a una nipote. Ma l'assistente del procuratore Annette Rayburn insiste nel dire che un testimone chiave ha telefonato alla Signora Fletcher la sera stessa in cui è poi svanito nel nulla. Jessica ricorda di una telefona interrotta e non ricorda di aver mai visto l'uomo. Si ritroverà accusata di oltraggio alla Corte

## Il circuito della morte
- Titolo originale: Kendo Kill
- Diretto da: Walter Grauman
- Scritto da: Laurence Heat

### Trama
Jessica è in Giappone, a Osaka, e ne approfitta per salutare una ragazza che grazie a lei ha pubblicato un libro di poesie negli Stati Uniti. Senza volerlo la Signora Fletcher si trova coinvolta nelle indagini sull'omicidio di un giovane e scopre le mille contraddizioni del Giappone, un paese dove progresso e tradizioni vivono scontrandosi ogni giorno.

## Accordi di morte
- Titolo originale: Death Goes Double Platinum
- Diretto da: Anthony Pullen Shaw
- Scritto da: Philip John Taylor

### Trama
Jessica che vuole aiutare Desi Ortega il leader del gruppo di musica latino-americana a ottenere un contratto discografico, contatta un suo amico produttore, ma attira l'attenzione di Daniels, un uomo di pochi scrupoli gli offre un'offerta che non si può rifiutare, Desi rifiuta ma Daniels non è uomo da accettare un no come risposta e ricorre alle minacce, ma viene ucciso e si sospetta di Desi. Jessica indaga

## Omicidio a tempo di musica
- Titolo originale: Murder in Tempo
- Diretto da: Kevin Corcoran
- Scritto da: Laurence Heath (sceneggiatura) e David Thoreau (soggetto)

### Trama
Jessica è tornata a Cabot Cove per aiutare Seth Hazlitt che si è indebitato fino al collo per organizzare un concerto benefico a favore delle foreste che circondano la cittadina. Il gruppo ingaggiato per suonare ha qualche problema organizzativo, ma il vero ostacolo è Jim Maddox che spera di veder fallire la manifestazione per potersi aggiudicare il terreno delle foreste e costruirvi delle industrie. Il gruppo formato dal solista Tommy Vaugh viene fulminato mentre sta suonando la sua chitarra elettrica, Jessica non pensa che sia stata una casualità.

## Un incubo che ritorna
- Titolo originale: The Dark Side of the Door
- Diretto da: Anthony Pullen Shaw
- Scritto da: James L. Novack

### Trama
Erin Garman lavora nella casa editrice che pubblica i romanzi della Signora Fletcher. Una sera, mentre sta leggendo la bozza dell'ultimo libro di Dirk Matheson, viene colta dal panico. Nelle pagine di quello che dovrebbe essere soltanto il prodotto della fantasia di uno scrittore, Erin riconosce molti particolari del suo rapimento, avvenuto quando era ancora bambina e di cui non si sono mai scoperti i responsabili, Erin spera così di avere finalmente trovato una traccia per scoprire la verità.

## L'ultima scena
- Titolo originale: Murder Among Friends
- Diretto da: Vincent McEveety
- Scritto da: Jerrold L. Ludwig (accreditato come Jerry Ludwig)

Jessica si trova a Hollywood per girare alcune puntate di un programma che tratta di film gialli. Negli stessi studi si svolgono anche le riprese di una serie televisiva di grande successo intitolata "Bud". Nonostante il grande consenso di pubblico, la produzione ha problemi finanziari e viene deciso che per contenere i costi è necessario eliminare almeno uno dei ragazzi protagonisti. Per non turbare gli animi la notizia è coperta dal segreto, ma la sceneggiatrice Ricki Vardian viene uccisa subito dopo aver finito di scrivere quest'ultima scena. Jessica si mette ad indagare chi possa essere stato.

## L'ispettore Le Chat
- Titolo originale: Something Foul in Flappieville
- Diretto da: Anthony Pullen Shaw
- Scritto da: Robert Van Scoyk

### Trama
L'Ispettore LeChat, un pupazzo protagonista di un programma per bambini, è ispirato a uno dei personaggi dei libri di Jessica Fletcher. La scrittrice è deliziata all'idea che una sua creazione venga utilizzata per intrattenere dei bambini e LeChat riscuote così tanto successo che inizia a prendere forma l'idea di affidargli uno spettacolo tutto suo. Ma non tutto è così semplice come appare in televisione e dietro le quinte gelosie e questioni di interesse portano alla morte di una guardia della sicurezza.

## Un soldato senza divisa
- Titolo originale: Track of a Soldier
- Diretto da: Vincent McEveety
- Scritto da: Bruce Lansbury

### Trama
Jessica decide di trascorrere qualche giorno nella quiete dei monti del Wyoming e si reca al rifugio dell'amica Ellen Levering. Il marito di Ellen, un ex colonnello dell'esercito, intende dedicarsi alla politica, ma uno degli ospiti lo provoca, sostenendo di conoscere qualcosa del suo passato che potrebbe ostacolare l'elezione a senatore. Quando l'ospite muore e viene incolpato il figlio di Ellen, che all'arresto non pone resistenza, ma Jessica è convinta che il ragazzo stia tacendo per proteggere qualcuno.

## Un file fatale
- Titolo originale: Evidence of Malice
- Diretto da: Anthony Shaw
- Scritto da: Tom Sawyer

### Trama
L'Agente Andy Bloom sta per sposarsi e acquista una casa da Fred Berrigan. Purtroppo l'uomo gli gioca un brutto tiro e l'abitazione si rivela piena di difetti che lo costringono a molte spese impreviste. Nel frattempo il contabile di una fabbrica di scarpe viene ucciso e tutte le prove sembrano indicare che il colpevole sia Fred Berrigan. Ma proprio questi indizi così precisi insinuano nella popolazione di Cabot Cove il sospetto che sia stato Andy Bloom a prepararli ad arte per accusare il disonesto agente immobiliare e così vendicarsi, ma Jessica non crede a queste illazioni.

## Un'eredità pericolosa
- Titolo originale: Southern Double-Cross
- Diretto da: Walter Grauman
- Scritto da: Mark A. Burley

La Signora Fletcher giunge in Australia perché è stata dichiarata l'unica erede di un suo prozio, Eamonn McGill, morto dopo una rapina a una banca. Il lascito consiste in un'intera vallata, la McGill Valley, territorio che un tempo era abitato dagli aborigeni e ora è sfruttato dagli allevatori di pecore della zona. Le terre, ricche di minerale, fanno però gola anche a un'industria mineraria che vorrebbe estrarne la bauxite. L'arrivo di Jessica coincide con un avvenimento importante: di lì a due giorni infatti ricorrerà il centenario della morte di Eamonn e se nessuno a quella data rivendicherà la terra, questa diverrà bene pubblico della città. Adesso tutti aspettano con ansia la decisione dell'erede Jessica.

## Rivalità mortale
- Titolo originale: Race to Death
- Diretto da: Vincent McEveety
- Scritto da: Laurence Heat (soggetto e sceneggiatura) e Peter Barwood (soggetto)

### Trama
A Cabot Cove stanno per avere luogo le qualificazioni per la Coppa del Mondo di vela. Le barche che si sfideranno sono la Bucaneer di Kyle Kimball e la Free Spirit di Ned Larkin. Quest'ultimo sorprende un uomo che sta fotografando i nuovi stabilizzatori segreti di cui è dotata la Free Spirit e nella colluttazione riporta una grave frattura alla caviglia. Anne Larkin, sua figlia, prende il suo posto come skipper della Free Spirit, ma dopo questo fatto, alla normale rivalità si aggiungono una serie di rancori personali.

## Troppo amore uccide
- Titolo originale: Wath You Don't Know Can Kill You
- Diretto da: Kevin Corcoran
- Scritto da: Robert Van Scoyk

### Trama
Amy Walters, la nipote di Seth, torna a Cabot Cove e annuncia il suo fidanzamento con Johnny Carter. Jessica invita tutti a cena, compreso lo zio Seth, ma quando Johnny non si presenta, Amy inizia a preoccuparsi. Una telefonata dello sceriffo Metzger conferma i timori di Amy: il suo fidanzato è uscito di strada con la moto ed è morto sul colpo. La ragazza è convinta che non si sia trattato di un incidente, invece lo sceriffo è deciso ad archiviare il caso, ma Jessica decide di dar credito alla ragazza e di scoprire cosa è effettivamente successo.

## Progetto 14
- Titolo originale: Mrs. Parker's Revenge
- Diretto da: Anthony Pullen Shaw
- Scritto da: Anne Collins

### Trama
A causa di un disguido nella prenotazione della camera in un albergo di Atlanta, Jessica si ritrova coinvolta in un complotto internazionale. Un dottore dell'Istituto di Ricerche Biologiche intende trafugare un virus letale, noto come "Progetto 14", per venderlo a una potenza straniera. Jessica si ritrova suo malgrado a collaborare con la CIA e l'FBI per scoprire chi ha ucciso l'uomo che avrebbe dovuto acquistare il virus.

## Delitto alla radio
- Titolo originale: Death by Demographics
- Diretto da: Anthony Pullen Shaw
- Scritto da: Donald Ross

### Trama
Jessica è a San Francisco, ospite del programma radiofonico di Howard Deans, un amico che conduce anche una trasmissione di musica classica molto apprezzata. Purtroppo i dirigenti dell'emittente vogliono catturare il pubblico dei giovani e per questo assumono l'esuberante disc-jockey T.T.Baines per sostituire Howard. Russ Connell Il manager di T.T. Baines viene trovato assassinato nella sua stanza d'albergo, le indagini portano che aveva molti nemici alla radio, i sospetti si puntano però su Howard Deans, Jessica non può crederlo ed indaga.